# خیابان شهید بهشتی (کرج)
خیابان یا بلوار شهید بهشتی (نام پیشین: خیابان قزوین) خیابانی غربی-شرقی و طولانی ترین و یکی از خیابان‌های مهم و مرکزی شهرهای کرج و کمالشهر به درازای ۱۴ کیلومتر است که از سوی غرب از میدان کرج و در دنبالهٔ بلوار مدرس آغاز شده و در سوی شرقی در میدان بهشتی و آغاز جاده کرج-قزوین پایان می‌یابد. این خیابان معروفترین خیابان در شهر کرج می‌باشد.

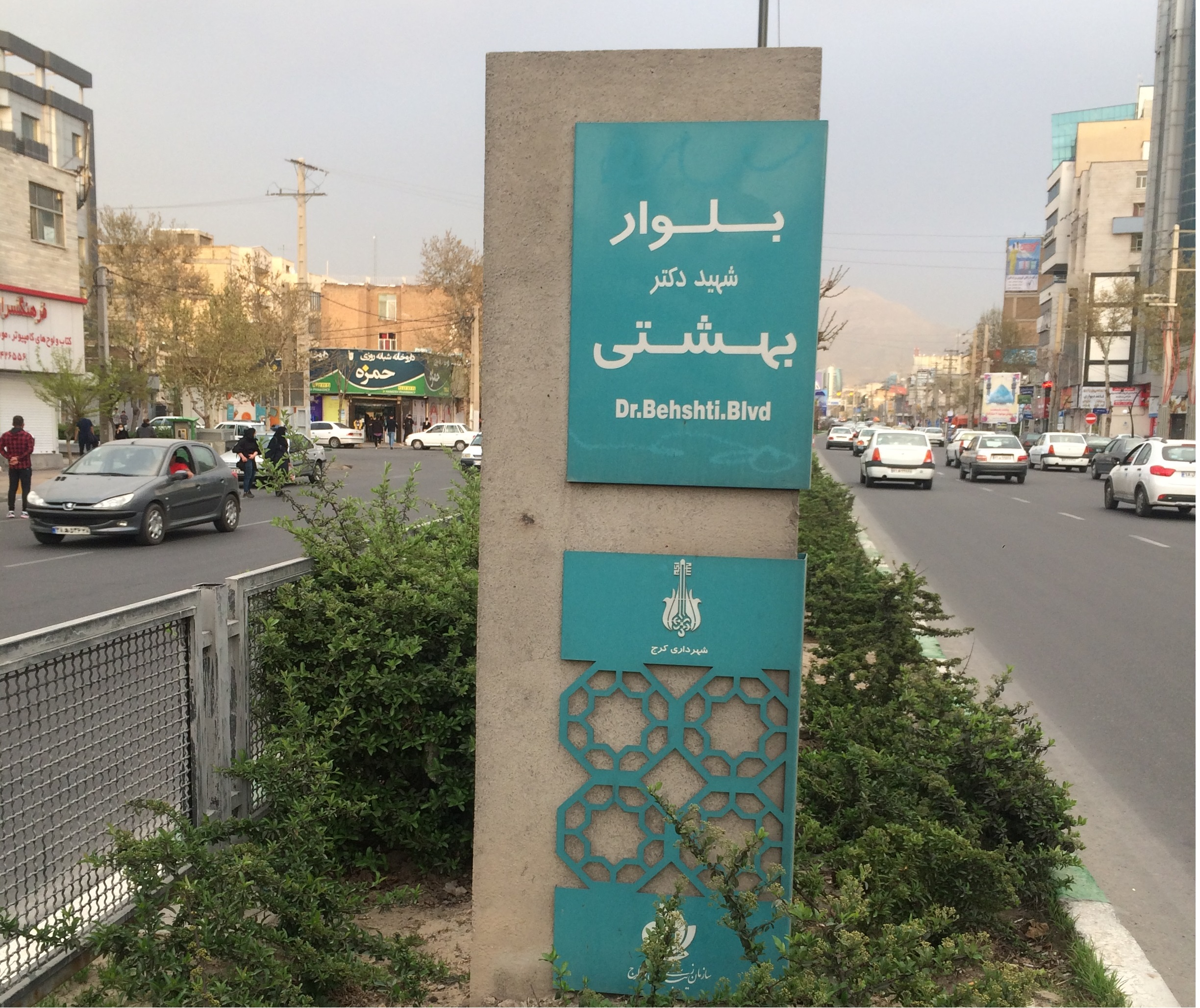
تابلوی خیابان در محدوده سه‌راه گوهردشت

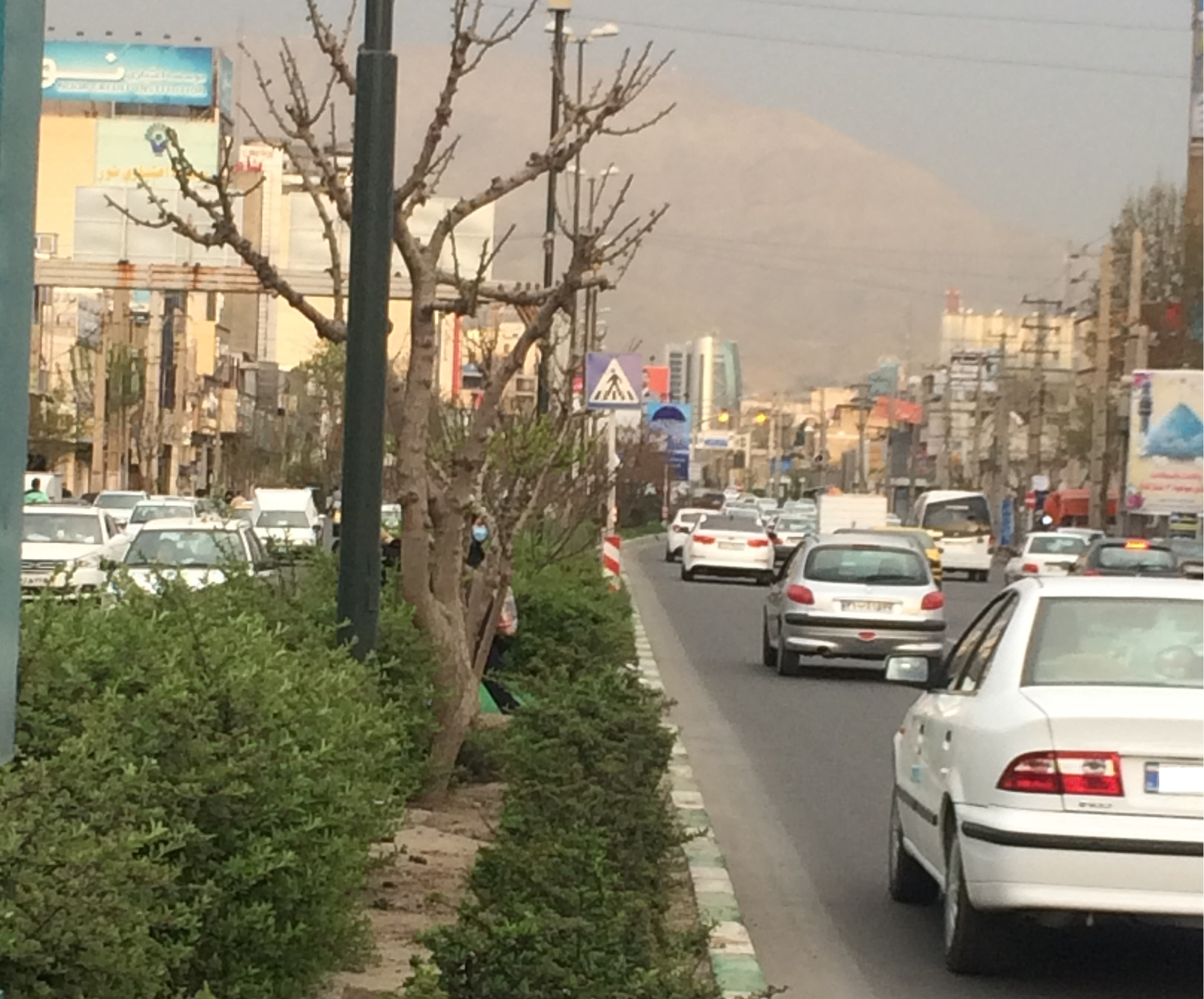

خیابان های مشابه آن در شهرهای دیگر مانند تهران که دارای این میزان پیوستگی و طول جغرافیایی می باشند از ویژه ترین بهره مندی های شهری برخوردار میشوند اما به علت آنکه کرج با این جمعیت متراکم و پتانسیل های یاد شده از توجه مناسب مسئولین برخوردار نیست به این خیابان با ویژگی های خاصش نیز توجه درخوری نشده است
ورودی و ابتدای این خیابان که معروف به میدان کرج و میدان حافظ می باشد دارای چند معضل عجیب می باشد، بطور مثال هر شهری با توجه به بوم و بافت خودش دارای نماد و مشخصه ای خاص است اما کرج دارای ورودی با میدان حافظ است که از نمادهای ارزشمند شهرستان شیراز می باشد! معضل دیگر وجود افراد با اعتیاد حاد در ورودی این خیابان شهید بهشتی است که ورودی اصلی شهرستان کرج نیز می باشد

## جغرافیا
این خیابان شهر کرج را از وسط به دو نیمه شمالی و جنوبی تقسیم می‌کند.
تقاطع‌های مهم آن به ترتیب از شرق به غرب عبارتند از: چهارراه حضرت امام (کرج)، میدان شهدا، چهارراه طالقانی، میدان سپاه (شهید آجورلو)، سه راه گوهردشت، میانجاده، ۴۵متری گلشهر، سه راه پستخانه حصارک، میدان دانشگاه.

## حمل و نقل عمومی

### مترو
سازمان قطار شهری کرج و حومه در تاریخ ۱/۱۰/۱۳۸۰ با ابلاغ اساسنامه توسط وزیر کشور رسماً فعالیت خود را با هدف رفع مشکلات در ادامه احداث مسیر قطار تندرو کرج–گلشهر و مطالعات گسترده حمل و نقل انبوه ریلی در کرج آغاز نموده‌است.
مطالعات امکان‌سنجی احداث قطار شهری کرج و حومه که با همکاری سازمان مدیریت و برنامه‌ریزی کشور صورت گرفته در ابتدای سه‌ماههٔ اول سال ۸۲ به انجام رسید که کلیات آن در جلسهٔ مورخهٔ ۸۲/۳/۲۱ شورای ترافیک استان تأیید گردید و در جلسهٔ مورخهٔ ۸۲/۵/۸ کمیتهٔ فنی شورای عالی ترافیک شهرهای کشور، ۲۵ کیلومتر آن به تصویب رسیده و سرانجام این امر در تاریخ ۸۲/۷/۹ به تصویب نهائی شورای عالی ترافیک شهرهای کشور رسید.
خط ۲ مترو کرج از سال ۱۳۸۵ در محدوده شهری کرج آغاز شد. بنابر قرار رئیس وقت شورای اسلامی شهر کرج اکبر سلیم نژاد، این خط در ابتدای سال ۱۴۰۰ باید افتتاح می‌شد، اما تا انتهای شورای پنجم نیز این اتفاق رخ نداد. مشکلات و موانع اساسی در بهره‌برداری از خط ۲ به گفته مدیران اخیر مدیریت شهری کرج، «دپو» و «دیگر موانع جانبی» بود.
دوره ششم شورای اسلامی شهر کرج و شهرداری نیز وعده‌هایی درخصوص بازگشایی مترو داده‌است که می‌توان به هفته دولت سال ۱۴۰۱، دهه فجر سال ۱۴۰۱، نیمه شعبان سال ۱۴۰۱ و پایان سال ۱۴۰۱ اشاره کرد. سرانجام، قطعه یک از خط ۲ متروی کرج از ایستگاه چهل و پنج متری گلشهر تا ایستگاه آیت الله طالقانی به طول ۶/۵ کیلومتر در ۸ اسفند ۱۴۰۱ با حضور وزیر کشور به بهره‌برداری رسید. در ادامه ایستگاه متروی رجایی‌شهر نیز در ۹ شهریور سال ۱۴۰۲ افتتاح شد.

### بی‌آرتی

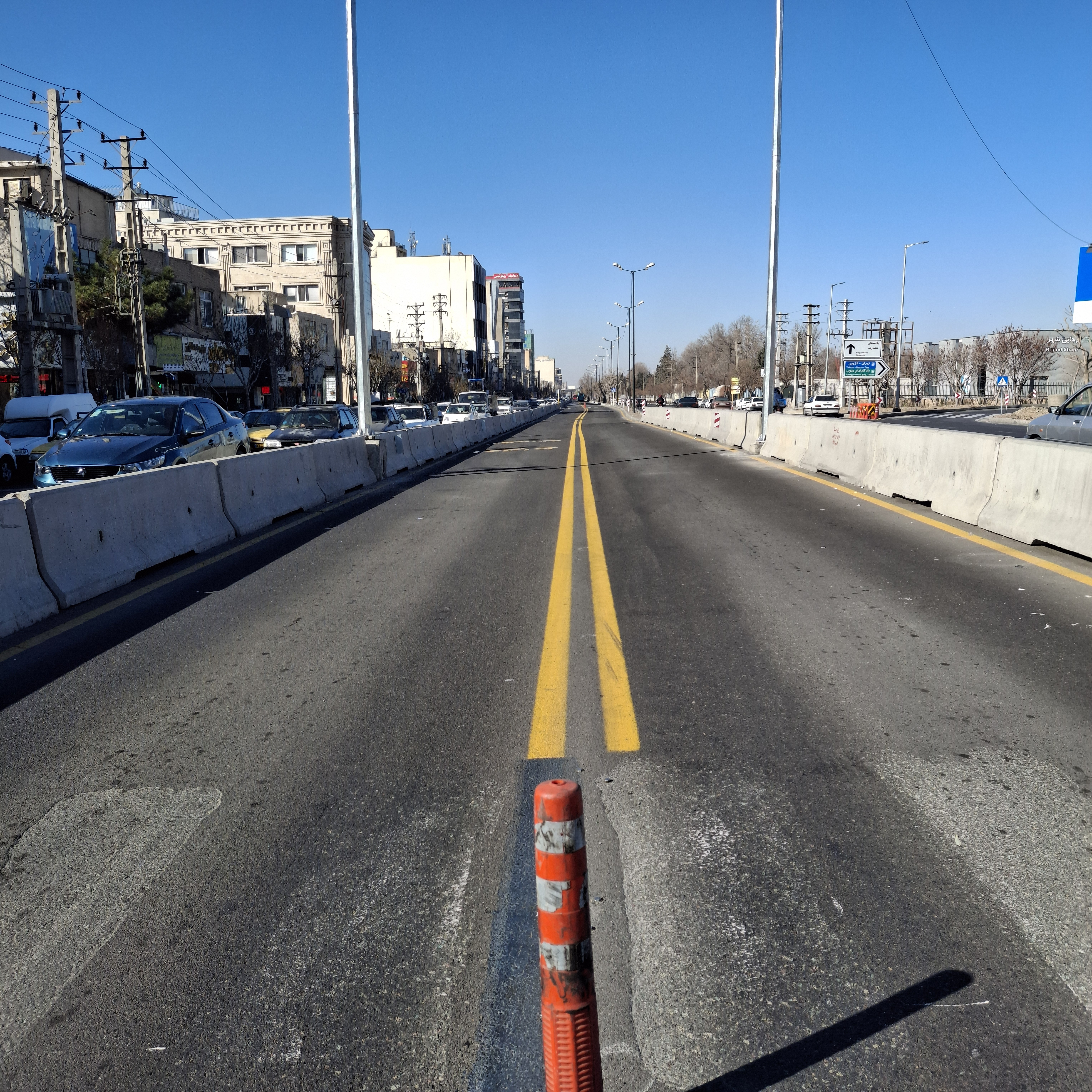
مسیر اتوبوس تندرو خیابان بهشتی

فرزین فرشاد، معاون حمل و نقل و ترافیک شهرداری کرج در تاریخ ۴ تیر ۱۴۰۲ گفت:
 «در راستای توسعه حمل ونقل همگانی و با تأکید شورای اسلامی شهر کرج در جهت بهبود زیرساخت‌های حمل ونقل عمومی، از سال ۱۴۰۱ مطالعات اجرای مسیر ویژه اتوبوس تندرو در خیابان بهشتی و چمران (حدفاصل حصارک تا پایانه سلطانی) در دستور کار این معاونت قرار گرفت. درحال حاضر نقشه‌های فاز دو اجرای مسیر ویژه اتوبوس تندرو به طول حدود ۳۰ کیلومتر (به صورت رفت و برگشت) و متشکل از ۳۹‌ ایستگاه تهیه شده است.» 
در تاریخ ششم تیر چهارصد و دو معاون حمل و نقل و ترافیک شهرداری کرج از انتشار فراخوان انتخاب پیمانکار اجرای طرح خط ویژه اتوبوس تندرو خبر داد.
فرزین فرشاد، معاون حمل و نقل و ترافیک شهرداری کرج در تاریخ ۲۳ آذر ۱۴۰۲ گفت:
 «عملیات اجرایی پروژه خط ویژه اتوبوس تندرو، مهرماه سال جاری آغاز و تاکنون بیش از یک و نیم کیلومتر جدول گذاری و بیش از ۵۰۰ متر مربع کف پوش اجرا شده است.
حجم بتن ریزی و خاکریزی در راستای اجرای این پروژه به ترتیب ۴۰۰ و ۵۰۰ متر مکعب بوده است.» 
فاز نخست سامانه اتوبوس تندرو کرج به طول ۱۵ کیلومتر در دو مسیر رفت و برگشت در ۱۸ تیر ماه ۱۴۰۳ طی مراسمی با حضور مردم، مسئولان و اصحاب رسانه افتتاح شد.
برای تکمیل و بهره برداری از فاز نخست سامانه اتوبوس تندرو کرج بالغ بر ۱۸۰ میلیارد تومان از اعتبارات شهری هزینه شده و ثبت تخلفات و مدیریت ترافیک در طول مسیر کاملاً هوشمند خواهد بود، ضمن اینکه مسافرین در ۱۸ ایستگاه تعبیه شده در مقاصد بین راهی قادر به استفاده از BRT در محدوده چهارراه آیت الله طالقانی تا دانشگاه خوارزمی حصارک خواهند بود.  
 طول کل مسیر پیش بینی شده بالغ بر ۳۰ کیلومتر طول به صورت رفت و برگشت با پیش بینی ۳۵ ایستگاه در حدفاصل ایستگاه متروی شهید سلطانی کرج (پل فردیس) تا میدان خوارزمی حصارک می باشد که مابقی مسیر تا پایان شهریور ماه امسال زیر بار ترافیکی می رود.

## تقاطع ها
| از شرق به غرب                                          | از شرق به غرب                            | از شرق به غرب |
| ------------------------------------------------------ | ---------------------------------------- | ------------- |
| میدان کرج                                              | بلوار مدرس بلوار جانبازان بلوار دانشکده  |               |
| BRT 1 ایستگاه بی‌آرتی میدان کرج                         |                                          |               |
|                                                        | خیابان شهربانی-حنیفه                     |               |
|                                                        | خیابان امیری                             |               |
| BRT 1 ایستگاه بی‌آرتی گوهرشاد                           |                                          |               |
|                                                        | خیابان امامی                             |               |
| BRT 1 ایستگاه بی‌آرتی میدان شهدا                        |                                          |               |
| میدان شهدا                                             | بلوار مهدیه خیابان شرع پسند خیابان لشکری |               |
|                                                        | خیابان شرع پسند                          |               |
| BRT 1 ایستگاه بی‌آرتی شهدای سلامت                       |                                          |               |
| چهارراه طالقانی                                        | بلوار طالقانی                            |               |
| ایستگاه متروی طالقانی                                  |                                          |               |
| BRT 1 ایستگاه بی‌آرتی طالقانی                           |                                          |               |
| دوربرگردان                                             |                                          |               |
|                                                        | بلوار ملک زاده                           |               |
| BRT 1 ایستگاه بی‌آرتی چهارصد دستگاه                     |                                          |               |
| ایستگاه متروی میدان سپاه                               |                                          |               |
| میدان سپاه                                             | بلوار جمهوری اسلامی                      |               |
| BRT 1 ایستگاه بی‌آرتی رجایی شهر                         |                                          |               |
| سه راه گوهردشت                                         | بزرگراه یادگار امام بلوار آزادی          |               |
| ایستگاه متروی رجایی شهر                                |                                          |               |
|                                                        | خیابان دهقان ویلا اول                    |               |
| ایستگاه متروی دهقان ویلا                               |                                          |               |
| BRT 1 ایستگاه بی‌آرتی دهقان ویلا                        |                                          |               |
|                                                        | خیابان دهقان ویلا دوم                    |               |
| ایستگاه متروی میانجاده                                 |                                          |               |
| BRT 1 ایستگاه بی‌آرتی میانجاده                          |                                          |               |
| سه راه میانجاده                                        | بلوار امام خمینی بلوار حدادی             |               |
| BRT 1 ایستگاه بی‌آرتی گلشهر (به سمت دانشگاه خوارزمی)    |                                          |               |
|                                                        | بلوار چهل و پنج متری گلشهر               |               |
| BRT 1 ایستگاه بی‌آرتی گلشهر (به سمت میدان کرج)          |                                          |               |
| ایستگاه متروی چهل و پنج متری گلشهر                     |                                          |               |
|                                                        | خیابان ولیعصر                            |               |
| دوربرگردان                                             |                                          |               |
|                                                        | خیابان رجایی خیابان المهدی               |               |
| BRT 1 ایستگاه بی‌آرتی المهدی                            |                                          |               |
| ایستگاه متروی موسسه سرم سازی                           |                                          |               |
|                                                        | خیابان انقلاب                            |               |
| BRT 1 ایستگاه بی‌آرتی پست خانه (به سمت دانشگاه خوارزمی) |                                          |               |
| سه راه پست خانه                                        | خیابان آزادی                             |               |
| BRT 1 ایستگاه بی‌آرتی پست خانه (به سمت میدان کرج)       |                                          |               |
| ایستگاه متروی خیابان آزادی                             |                                          |               |
| BRT 1 ایستگاه بی‌آرتی آقارضایی                          |                                          |               |
|                                                        | بلوار آقارضایی                           |               |
| BRT 1 پایانه دانشگاه خوارزمی                           |                                          |               |
| میدان دانشگاه خوارزمی                                  | بلوار خوارزمی                            |               |
| ایستگاه متروی میدان دانشگاه خوارزمی                    |                                          |               |
| پل حصارک                                               | آزادراه کرج-قزوین                        |               |
| کرج                                                    |                                          |               |
|                                                        | بلوار پیام (جاده قزل حصار)               |               |
|                                                        | خیابان ولیعصر                            |               |
| ایستگاه متروی خرمدشت                                   |                                          |               |
| دوربرگردان                                             |                                          |               |
| کمالشهر                                                |                                          |               |
| دوربرگردان                                             |                                          |               |
|                                                        | خیابان امام خمینی                        |               |
| دوربرگردان                                             |                                          |               |
|                                                        | خیابان ولیعصر                            |               |
|                                                        | بلوار شورا                               |               |
| ایستگاه متروی کمالشهر                                  |                                          |               |
| میدان بهشتی (کمالشهر)                                  | جاده کرج-قزوین بلوار شهرداری             |               |
| از غرب به شرق                                          |                                          |               |

## تاریخچه
این خیابان قسمتی از راه مواصلاتی ری به قزوین بوده است؛ به همین دلیل از مدت‌ها قبل به عنوان جزئی از جاده قدیم قزوین شناخته می‌شده است. محمدرضا پهلوی ضمن سفری که به تبریز داشت از این جاده عبور کرد و دستور داد تا آن را زیرسازی و آسفالته کنند. با گسترش شهر کرج، به خیابان قزوین تغییر نام داد. در سال ۱۳۶۴ خورشیدی به خیابان شهید بهشتی تغییر نام یافت.

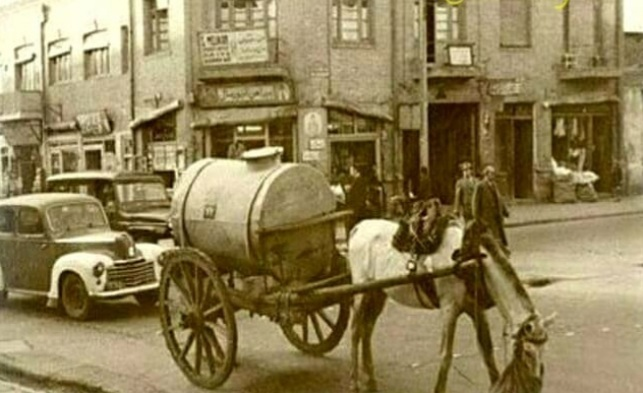
نگاره ای از حمل و نقل در خیابان بهشتی در دوره پهلوی